# Australische Unihockeynationalmannschaft der Frauen
Die australische Unihockeynationalmannschaft der Frauen präsentiert Australien bei Länderspielen und internationalen Turnieren in der Sportart Unihockey. Der 9. Rang an der zugleich ersten Weltmeisterschaft war bisher die beste Platzierung der australischen Unihockeynationalmannschaft.

## Platzierungen

### Weltmeisterschaften
| WM   | Austragungsort(e)           | Platz                                                              |
| ---- | --------------------------- | ------------------------------------------------------------------ |
| 1999 | Borlänge                    | 9. Platz                                                           |
| 2001 | Riga                        | 14. Platz                                                          |
| 2003 | Bern, Gümligen und Wünnewil | 16. Platz                                                          |
| 2005 | Singapur                    | 13. Platz                                                          |
| 2007 | Frederikshavn               | 15. Platz                                                          |
| 2009 | Västerås                    | 11. Platz                                                          |
| 2011 | St. Gallen                  | 15. Platz                                                          |
| 2013 | Brünn, Ostrava              | 12. Platz                                                          |
| 2015 | Tampere                     | 12. Platz                                                          |
| 2017 | Bratislava                  | 15. Platz                                                          |
| 2019 | Neuenburg                   | 11. Platz                                                          |
| 2021 | Uppsala                     | zurückgezogen aufgrund der Reisebeschränkung der COVID-19-Pandemie |
| 2023 | Singapur                    | 16. Platz                                                          |